# Эрн, Мария Катарина
Мария Катарина Эрн (швед. Maria Katarina Öhrn, также известная как Мария Катарина Берлин (швед. Maria Katarina Berlin); 1756 — 8 ноября 1783), — шведская театральная актриса и певица. Она играла в театральной труппе Стенборга в Хумлегордстетерне в 1776—1780 годах и в театре Эриксберга в 1780—1783 годах. В период своей театральной карьеры Мария Катарина была одной из самых популярных звёзд шведской сцены в качестве актрисы театра Стенборг, в то время ведущей драматической сцены (до основания Королевского драматического театра).

## Биография
В 1776 году она была отмечена как один из новых членов труппы Стенборга: «20-летняя актриса мамселль Эрн доказала, что она действительно приносит пользу театру, и вскоре получила высокую оценку зрителей, которые видели достоинства её актёрского искусства, благодаря которым она поднялась выше всех своих коллег-женщин в труппе». В 1780 году она вышла замуж за Исака Берлина, мелкого чиновника королевского двора, и таким образом была известна и под своей новой фамилией Берлин.
Мария Катарина была звездой на открытии театра Эриксберга (швед. Eriksbergsteatern) в 1780 году и «стала любимицей публики благодаря своей приятной личности и сценическим способностям». Она выступала в драматических пьесах, а также была певицей, когда театр ставил оперные спектакли. Мария Катарина была названа «первой актрисой» театра в 1782 году, когда ей был предоставлен доход от спектаклей, привилегия, значимая для звёздных актёров, также предоставленная мужчине-звезде театра Магнусу Бонну.
Возможно, самой известной ролью Марии Катарины была Перетта в оперетте «Два охотника и доярка» (швед. De båda jägarna och mjölkflickan), поставленной в 1780 году, где также играли Магнус Бонн (Вильхельм) и Андерс Лундберг (Колас). Первоначально это была французская пьеса, она была поставлена труппой Дю Лонделя в Больхусете в 1765 году, но в 1780 году впервые была исполнена на шведском языке. Она имела большой успех и продолжала идти в течение 18 лет, вплоть до 1798 года.
Мария Катарина умерла от «всепоглощающей лихорадки» через четыре дня после того, как её супруг умер от туберкулёза. Опись её имущества была составлена её невесткой Марией Еленой Берлин и Йоханной Катариной Энбек, и была использована в качестве примера гардероба актрисы своего времени. Её место в театре, по некоторым сообщениям, заняла Кристина Рам.